# Brayton (Iowa)
Brayton è una città della contea di Audubon, Iowa, Stati Uniti, situata lungo il fiume East Nishnabotna. La popolazione era di 128 abitanti al censimento del 2010.

## Geografia fisica
Secondo lo United States Census Bureau, ha un'area totale di 0,62 mi² (1,61 km²).

## Storia
Brayton fu progettata nel 1878. Brayton era il nome di un impiegato della ferrovia. La prima scuola a Brayton fu aperta nel 1896.

## Società

### Evoluzione demografica
Secondo il censimento del 2010, la popolazione era di 128 abitanti.

### Etnie e minoranze straniere
Secondo il censimento del 2010, la composizione etnica della città era formata dal 98,4% di bianchi, lo 0,0% di afroamericani, lo 0,0% di nativi americani, lo 0,0% di asiatici, lo 0,0% di oceanici, lo 0,0% di altre razze, e l'1,6% di due o più etnie. Ispanici o latinos di qualunque razza erano lo 0,8% della popolazione.